# Villarembert
Villarembert é uma comuna francesa na região administrativa de Auvérnia-Ródano-Alpes, no departamento de Saboia. Estende-se por uma área de 9,58 km². Em 2010 a comuna tinha 258 habitantes (densidade: 26,9 hab./km²).